# Награда за животно дело Слободан Пива Ивковић
Награда за животно дело Слободан Пива Ивковић јесте награда која се додељује кошаркашким тренерима који су дали значајан допринос кошарци у Србији. Први пут је додељена 1995. Награду додељује Удружење кошаркашких тренера Србије и названо је у част тренера Слободана Ивковића, који је био оснивач и први председник тог удружења. Награду могу добити сви кошаркашки тренери са српским држављанством, без обзира где су или где тренирају у свету.
Први добитници награде били су: Слободан Ивковић, Борислав Станковић, Ранко Жеравица, Александар Николић и Небојша Поповић. Прва добитница награде била је Марина Маљковић, коју ју је добила 2023. Њен отац Божидар Маљковић понео је признање 2005.

## Добитници
| Година | Добитник            | Тренерска каријера | Успеси | Реф.  |
| ------ | ------------------- | ------------------ | --- | ----- |
| 1995.  | Слободан Ивковић    | 1966—1995.         | - Првенство Југославије (1973) - Куп Југославије (1976) |       |
| 1995.  | Борислав Станковић  | 1950—1970.         | - Члан Кошаркашке куће славних (за допринос целокупној кошаркашкој игри) (1991) - Члан Фибине куће славних (2007) - Члан Женске кошаркашке куће славних (за допринос целокупној кошаркашкој игри) (2000) - Олимпијски орден (1987) - Орден за заслуге СР Немачке (1987) - Национални орден Лава (1999) - Национални орден Легије части, ранг Витеза (2001) - Орден заслуга за СР Југославију (2002) - Орден части Републике Српске (2010) - Орден за заслуге ФИБА (2015) - Првенство Југославије (1958, 1960, 1964) - Првенство Италије (1968) - Куп Југославије (1960) |       |
| 1995.  | Ранко Жеравица      | 1954—2003.         | - Члан Фибине куће славних (2007) - Златна медаља на Олимпијским играма (1980) - Сребрна медаља на Олимпијским играма (1968) - Куп Радивоја Кораћа (1978) - Првенство Југославије (1996) |       |
| 1995.  | Алекандар Николић   | 1951—1985.         | - Члан Кошаркашке куће славних (1998) - Члан Фибине куће славних (2007) - Орден за заслуге ФИБА (1995) - Интерконтинентални куп (1970, 1973) - Евролига (1970, 1972, 1973) - 50 особа које су највише допринеле Евролиги (2008) - Европски тренер године (1966, 1976) - Фибина европска селекција (1979) - Куп победника купова (1974) - Првенство Италије (1970, 1972, 1973) - Куп Италије (1970, 1971, 1973) - Првенство Југославије (1963) - Куп Југославије (1962) |       |
| 1995.  | Небојша Поповић     | 1945—1955.         | - Члан Фибине куће славних (2007) - Орден за заслуге ФИБА (1997) - Првенство Југославије за мушкарце (1946—1955) - Првенство Југославије за жене (1946—1952) |       |
| 1998.  | Душан Ивковић       | 1968—2016.         | - Члан Фибине куће славних (2017) - Сребрна медаља на Олимпијским играма (1988) - Европско првенство (1989, 1991, 1995) - Светско првенство (1990) - Евролига (1997, 2012) - Првенство Југославије (1979) - Куп Југославије (1979) - Куп Радивоја Кораћа (1979) - Првенство Грчке (1992, 1997, 2012) - Куп Грчке (1997, 2000, 2001, 2011) - Куп Рајмонда Сапорте (2000) - Првенство Русије (2003—2005) - Тренер године у Првенству Русије (2004) - Куп Русије (2005) - УЛЕБ куп (2006) - Тренер године у Евролиги (2012) - Најбољи тренер у Првенству Грчке (2012) - Куп Турске (2015) - Куп председника Турске (2015) - 50 особа које су највише допринеле Евролиги (2008) - Награда за кошаркашку легенду Евролиге (2017) |       |
| 1999.  | Жељко Обрадовић     | 1991—              | - Европско првенство (1997; треће место 1999) - Светско првенство (1998) - Сребрна медаља на Олимпијским играма (1996) - Евролига (1992, 1994, 1995, 2000, 2002, 2007, 2009, 2011, 2017) - Куп Рајмонда Сапорте (1997, 1999) - Првенство Југославије (1992) - Првенство Каталоније (1994) - Првенство Грчке (2000, 2001, 2003—2011) - Првенство Турске (2014, 2016—2018) - Куп Југославије (1992) - Куп Грчке (2003, 2005—2009, 2012) - Куп Турске (2016, 2019, 2020) - Суперкуп Италије (1997) - Куп председника Турске (2013, 2016, 2017) - Фибин европски тренер године (1994, 1995) - Тренер године у Евролиги (2007, 2011, 2017) - Најбољи тренер у Првенству Грчке (2000, 2007, 2009, 2011) - Трипла круна с Панатинаикосом (2007, 2009) - Најбољи спортски тренер у Грчкој (2009) - Куп Александра Гомељског (2009) - 50 особа које су највише допринеле Евролиги (2008) |       |
| 2000.  | Милан Васојевић     | 1965—1995.         | - Члан Фибине куће славних (2022) - Првенство Југославије за жене (1961—1963) - Првенство Италије за жене (1968, 1969, 1973) - Куп Југославије за жене (1960, 1962) |       |
| 2001.  | Светислав Пешић     | 1982—              | - Члан Фибине куће славних (2020) - Тренер године у избору Удружења шпанских кошаркашких тренера (2019) - Европско првенство (1993, 2001) - Светско првенство (2002; друго место 2023) - Евролига (2003) - Куп Радивоја Кораћа (1995) - Еврокуп (2007) - Првенство Југославије (1983) - Првенство Немачке (1997—2000, 2014) - Првенство Шпаније (2003, 2004) - Куп Југославије (1984) - Куп Немачке (1997, 1999) - Куп Шпаније (2003, 2018, 2019) |       |
| 2002.  | Боривоје Ценић      | 1950—1995.         | - Првенство Југославије за жене (1964, 1965, 1966, 1968) |       |
| 2003.  | Страхиња Алагић     | 1947—1985.         | - Европско првенство за жене (друго место 1968) - Првенство Југославије за жене (1958—1960, 1973, 1976—1981) - Куп европских шампиона за жене (1979) - Куп Југославије за жене (1974, 1976, 1979, 1981) |       |
| 2004.  | Владислав Лучић     | 1967—2004.         | - Афричко првенство (1981) - Првенство СР Југославије (1993, 1994) - Првенство Југославије за жене (1984, 1985, 1989) - Првенство Србије и Црне Горе за жене (2004) - Куп СР Југославије (1999) - Куп Србије и Црне Горе за жене (2003, 2004) - Куп Југославије за жене (1985) |       |
| 2005.  | Божидар Маљковић    | 1971—2013.         | - Интерконтинентални куп (1996) - Куп европских шампиона (1989, 1990, 1993, 1996) - Куп Радивоја Кораћа (2001) - Првенство Шпаније (2005) - Куп Шпаније (1991) - Куп Грчке (1996) - Првенство СФР Југославије (1988—1990) - Куп Југославије (1990) - Првенство Француске (1993, 1994) - Куп Француске (1994, 1995) - Најбољи тренер Првенства Француске (1993, 1994) - 50 особа које су највише допринеле Евролиги (2008) |       |
| 2007.  | Борислав Ћорковић   | 1958—1993.         | - Европско првенство за жене (друго место 1978) - Првенство СФР Југославије (1976, 1981) |       |
| 2008.  | Радомир Шапер       | /                  | - Члан Фибине куће славних (2020) - Орден за заслуге Фибе (1999) |       |
| 2022.  | Душко Вујошевић     | 1976—2022.         | - Тренер године Евролиге (2009) - Куп Радивоја Кораћа (1989) - Јадранска лига (2007—2010, 2013) - Првенство Србије (2007—2010, 2013—2014) - Првенство Србије и Црне Горе (2002—2006) - Првенство СФР Југославије (1987) - Куп Србије (2008—2010) - Куп Југославије (1989, 2002) - Куп Румуније (2020) | [ 1 ] |
| 2022.  | Зоран Ковачић       | 1967—2013.         | - Првенство СР Југославије за жене (1992, 1993, 2003) - Куп СР Југославије за жене (1992, 1994, 2000) | [ 1 ] |
| 2023.  | Александар Ђорђевић | 2006—              | - Сребрна медаља на Олимпијским играма (2016) - Светско првенство (друго место 2014) - Европско првенство (друго место 2017) - ФИБА Лига шампиона (2019) - Првенство Италије (2021) - Првенство Турске (2022) - Куп Грчке (2016) - Куп Немачке (2018) | [ 2 ] |
| 2023.  | Марина Маљковић     | 2004—              | - Бронзана медаља на Олимпијским играма (2016) - Европско првенство за жене (2015, 2021; треће место 2019) - Евролига за жене (2023) - Еврокуп за жене (2018) - Јадранска лига за жене (2012, 2013) - Првенство Турске за жене (2022, 2023) - Челенџ раунд (2014) - Првенство Србије за жене (2008—2013) - Куп Србије за жене (2008, 2009, 2011, 2013) | [ 2 ] |